# Очи зла
Очи зла је 8. епизода стрип серијала Дилан Дог. Објављена је у бившој Југославији као специјално издање Златне серије у издању Дневника из Новог Сада у марту 1988. године. Коштала је 550 динара (0,38 $; 0,64 DEM). Имала је 94 стране.

## Оригинална епизода
Наслов оригиналне епизоде гласи Il ritorno del monstro (Повратак чудовошта). Објављена је у Италији 01.05.1987. Епизоду је нацртао Луиђи Пицато, а сценарио написао Тициано Склави. Насловну страницу је нацртао Клаудио Виља.

## Кратак садржај
Негде у велшкој области у мају 1971. год. шестогодишњи Демијен побио је ножем целу породицу Стил, осим сестре Леоноре (тада имала 16 година). Демијан је смештен у менталну институцију Харлеч и никада више није проговорио ни реч. Шесанест година касније Демијен бежи из Харлеча, а Леонора, чија ћерка је управо напунила 16 година, унајмљује Дилана Дога да га потражи.

## Инспирација филмом
Епизода је поново инспирисана филмом америчког режисера филмова страве и ужаса Џона Карпентера. Овога пута ради се о његовом најпознатијем филму Ноћ вештица (Helloween) из 1978. године. У филму млади Мајкл Мајерс једне ноћи убија ножем целу своју породицу. Мајкл је смештен у менталну институцију из које бежи после 15 година да би пронашао другу сестру, која у време убистав није живела с њима.

## Друштвена критика
Породица Стил је била богата. Демијан је смештен у менталну институцију за богате Харлеч, која ће се појављивати и у каснијим епизодама. Аутори критикују савремено друштво где богати чак имају посебне менталне институције, док су нижи слојеви друштва осуђени на јавне азиле.

## Како је Дилан добио име
Дилан открива да му је отац дао име по узору на песника Дилана Томаса.

## Претходна и наредна епизода
Претходна епизода носи наслов Зона сумрака (бр. 7), а наредна Алфа и Омега (бр. 9).